# Juan Francisco Elizalde
Juan Francisco Elizalde Lamar (Santiago de Guayaquil, 9 de septiembre de 1791 - Ibidem, 16 de junio de 1861) fue un militar y político ecuatoriano.
En 1820, Francisco Elizalde participó como miembro del selecto y escaso grupo de patriotas con el ideal de independizar a Guayaquil de la Corona española, junto a su hermano menor Antonio Elizalde. El 9 de octubre de aquel año fue uno de los líderes de la independencia de Guayaquil y más tarde fue uno de los signatarios del Acta de Independencia. Jose de Villamil en su reseña sobre los acontecimientos en la Provincia de Guayaquil publicada en Lima se refiere a él como "jefe de la revolución".
Tras pocos meses, fue instalada la Provincia Libre de Guayaquil y con ella la División Protectora de Quito, ejército de la cual formó parte. Tras un año de batallas en varias partes de la región, la ayuda del general venezolano Antonio José de Sucre llegó a las tropas guayaquileñas con lo cual, Elizalde pelearía en las batallas de Cone, en la primera y segunda de Huachi; y, finalmente, el 24 de mayo de 1822 en la del Pichincha. En lo posterior también luchó en la batalla de Ayacucho. 
En el año de 1822 contribuyó voluntariamente entregando 4 sabanas, 2 almohadas y 1 colchón al Hospital Militar y a los provisionales que se construyeron debido al gran número de soldados enfermos y heridos.
Participó como uno de los líderes de la sublevación autonomista de Guayaquil del 27 de enero de 1827 junto al teniente coronel José Bustamante. Terminada la rebelión resolvió irse al Perú. En 1835 estuvo entre los que participaron en la Batalla de Miñarica. Falleció en su ciudad natal y sus restos en la actualidad descansan en el Cementerio Patrimonial junto a los de su hermano menor Antonio.